# Hotel Maffija
Hotel Maffija – wspólny album studyjny raperów będących członkami kolektywu SB Maffija. Wydawnictwo ukazało się 6 czerwca 2020 roku nakładem wytwórni muzycznej SBM Label.
Projekt trwał od niedzieli 31 maja do piątku 5 czerwca 2020. Utwory na album powstawały w wynajętym domu, do którego oprócz samych wykonawców wyjechała również ekipa studia Nobocoto. W dniach 1–6 czerwca sukcesywnie publikowano kolejne utwory, z których składa się cała płyta. Równolegle na kanale SBM Label publikowano również vlogi przedstawiające kulisy powstawania albumu.
Album zadebiutował na 1. miejscu polskiej listy sprzedaży OLiS i uzyskał status platynowej płyty.

## Lista utworów
Opracowano na podstawie materiału źródłowego.
| 1.  | „Hotel Maffija” (Jan-Rapowanie, Janusz Walczuk, Białas, White 2115, Bedoes, Adi Nowak, Beteo, Mata, Solar) | 3:42  |
|     | |       |
| 2.  | „Przepis na dzień dobry” (Białas, Jan-Rapowanie, Lanek, Moli, Beteo, Kacperczyk)                           | 3:17  |
|     | |       |
| 3.  | „Biorę się w garść” (Mata, Bedoes, White 2115, Solar, Janusz Walczuk, Adi Nowak)                           | 2:48  |
|     | |       |
| 4.  | „A nie pamiętasz jak?” (Mata, White 2115, Jan-Rapowanie, Janusz Walczuk, Adi Nowak, Kacperczyk, Beteo)     | 4:14  |
|     | |       |
| 5.  | „Lasy” (Bedoes, Białas, Moli, Solar)                                                                       | 3:29  |
|     | |       |
| 6.  | „Dla sióstr” (Bedoes, Białas, White 2115)                                                                  | 2:54  |
|     | |       |
| 7.  | „Nie ma raju bez węża” (Kacperczyk, Jan-Rapowanie, Solar, Janusz Walczuk, Moli, Adi Nowak)                 | 3:26  |
|     | |       |
| 8.  | „Zimna noc i szybkie auta” (White 2115, Bedoes, Lanek, Solar(wersja z płyty)                               | 3:14  |
|     | |       |
| 9.  | „LTTN” (Bedoes, Kacperczyk)                                                                                | 2:32  |
|     | |       |
| 10. | „Znowu razem” (Beteo, Janusz Walczuk, Jan-Rapowanie, Solar, Mata, Moli, Adi Nowak, Białas)                 | 4:40  |
|     | |       |
|     | | 34:16 |
|     | |       |